# キプリアヌス
キプリアヌス （ラテン語: Thascius Caecilius Cyprianus, Kyprianόs、ギリシア語: Κυπριανός Καρχηδόνος 現代ギリシア語転写: キプリアノス・カルヒドノス、3世紀初頭 - 258年9月14日）は、カルタゴの司教（主教・監督）。初期キリスト教の重要な著述家であり、ラテン教父に数えられる。カトリック教会、聖公会、ルーテル教会、正教会、非カルケドン派で聖人として崇敬される。
日本のカトリック教会ではカルタゴの聖チプリアノ、聖チプリアノ司教殉教者といった表記がなされる。日本正教会ではカルファゲンの神品聖致命者キプリアンと表記される。

## 生涯・人物
3世紀の始めごろに北アフリカで生まれる。著名な修辞学者だったが、246年頃にクリスチャンとなり、その後わずか数年も経たない249年に司教（主教）となった。司教就任時には既に聖書とテルトゥリアヌスの著作について深く理解していた。
デキウス帝による迫害時には身を隠したが、手紙によって教会の指導にあたった。この迫害の時に棄教したクリスチャンたちの教会への復帰問題が起きたが、最初キプリアヌスは厳しい態度でこれに臨んだものの、その態度をのちに軟化させ、適当な改悛ののちに教会に復帰することを許した（251年）。このことでノヴァティアヌスやローマ教皇ステファヌス1世と論争する。この論争はヴァレリアヌス帝の迫害によってキプリアヌスが逮捕され間もなく殉教したことで中断された。

## 思想・著作
テルトゥリアヌスの影響を大きく受けているとされる。
独創的思想家としてではなく実践的な教会指導において優れていると評価されるが、幾つかの著作は高い神学的価値があると評される。主著に『カトリック教会の一致について』 (ラテン語: De ecclesiae catholicae unitate、251年) がある。
書簡において、教会の外に救いなし（ラテン語: Sallus extra ecclesiam non est）と主張。これは、一定の正典、教理、組織をもったカトリック教会が神の恵みの機関であり真の教会であるとする思想を背景とする（キプリアヌスをローマ・カトリック教会と同じく崇敬する正教会も、自身の教会を「カトリック」であるとしている。記事「カトリック (概念)」参照）。
また教会の基礎は司教（主教）にあり、全ての教会の司教が「一つの司教職（主教職）（ラテン語: episcopatus unus）」に属していることが教会の一致と公同性を保証するとした。分派・異端による洗礼は教会の祝福から外れているとした。
教会における監督制を否定する立場から、キプリアヌスが教会政治に変革を行い監督制を創始したとされる主張があるが、当時激しい迫害下（3世紀前半）にあって、致命（殉教）したキプリアヌスも同調者たちも不当な権力を求めるようなタイプの人間ではなかったこと（そもそも迫害下で不当な権力を求めることも不可能）、および、当時起こっていた異端とされるグループは主流派教会内で教えに背くようなことがもし行われれば格好の攻撃対象としていたはずであるが、そうした形跡はみられないことを指摘して、聖職者制度の起源をキプリアヌスの主張に帰す見解を正教会は否定する。
なお、ローマ教皇をペテロの後継とするローマ・カトリックの教皇首位説に対し、正教会側は、全ての主教は自分の教会および他の全ての教会においてペテロの座にあるとするキプリアヌスの考えを引用し、教皇首位説への反駁とすることがある。